# USS Wedderburn (DD-684)
USS Wedderburn (DD-684) là một tàu khu trục lớp Fletcher được Hải quân Hoa Kỳ chế tạo trong Chiến tranh Thế giới thứ hai. Nó là chiếc tàu chiến duy nhất của Hải quân Mỹ được đặt theo tên Trung úy Hải quân Charles F. Wedderburn (1892-1917), sĩ quan trên tàu khu trục USS Chauncey (DD-3) đã tử nạn do va chạm trong Chiến tranh Thế giới thứ nhất. Nó đã hoạt động cho đến hết Thế Chiến II, ngừng hoạt động một thời gian ngắn, rồi tiếp tục phục vụ trong Chiến tranh Triều Tiên và Chiến tranh Việt Nam, cho đến khi ngừng hoạt động năm 1969, và bị bán để tháo dỡ năm 1972. Nó được tặng thưởng bảy Ngôi sao Chiến trận do thành tích phục vụ trong Thế Chiến II, thêm bốn Ngôi sao Chiến trận khác trong Chiến tranh Triều Tiên, và sáu Ngôi sao Chiến trận nữa khi hoạt động tại Việt Nam.

## Thiết kế và chế tạo
Wedderburn được đặt lườn tại xưởng tàu của hãng Bethlehem Shipbuilding Corporation ở San Francisco, California vào ngày 10 tháng 1 năm 1943. Nó được hạ thủy vào ngày 1 tháng 8 năm 1943; được đỡ đầu bởi bà Gertrude F. Wedderburn; và nhập biên chế vào ngày 9 tháng 3 năm 1944 dưới quyền chỉ huy của Trung tá Hải quân John L. Wilfong.

## Lịch sử hoạt động

### Thế Chiến II

#### 1944
Sau khi hoàn tất chạy thử máy dọc theo vùng bờ Tây và đại tu sau thử máy tại xưởng tàu của hãng Bethlehem Steel Co., Wedderburn cùng tàu khu trục hộ tống Fieberling (DE-640) khởi hành từ San Francisco, California vào ngày 21 tháng 6 năm 1944, đi đến Trân Châu Cảng sáu ngày sau đó, nơi nó gia nhập Đơn vị Đặc nhiệm 19.3.2 và hoạt động canh phòng máy bay cùng tuần tra chống tàu ngầm trong một thời gian ngắn. Nó tiếp tục hành trình vào ngày 1 tháng 7 để đi sang Eniwetok thuộc quần đảo Marshall, nơi nó gia nhập Lực lượng Đặc nhiệm 53 cho cuộc tấn công thứ hai lên quần đảo Mariana: cuộc đổ bộ lên Guam.
Wedderburn rời Eniwetok vào ngày 17 tháng 7 cùng Đội đặc nhiệm 53.4, đội vận chuyển phía Nam, và đi đến ngoài khơi Guam vào ngày 22 tháng 7, một ngày sau cuộc đổ bộ tấn công lên hòn đảo. Trong ba tuần lễ tiếp theo, nó làm nhiệm vụ hộ tống bảo vệ cho hạm đội tấn công khỏi mối đe dọa của tàu ngầm Nhật Bản. Con tàu hoàn tất lượt phục vụ tại khu vực Mariana vào ngày 10 tháng 8, khi nó lên đường quay trở về Eniwetok. Đến nơi vào ngày 14 tháng 8, chiếc tàu khu trục được phân vào thành phần bảo vệ chống tàu ngầm cho Đội đặc nhiệm 38.2, một đội tàu sân bay nhanh hình thành chung quanh các chiếc Intrepid (CV-11), Hancock (CV-19), Bunker Hill (CV-17), Cabot (CVL-28) và Independence (CVL-22).
Wedderburn cùng toàn bộ Lực lượng Đặc nhiệm 38 khởi hành từ Eniwetok vào ngày 29 tháng 8 cho một chiến dịch càn quét các đảo còn do Nhật Bản chiếm giữ, bao gồm Philippines, Palau và Yap. Chiếc tàu khu trục đã hộ tống chống tàu ngầm cho các tàu sân bay trong khi máy bay của chúng ném bom các mục tiêu tại Mindanao và Leyte, và sau đó xuống Visayas. Lực lượng cũng không kích nhằm hỗ trợ cho cuộc đổ bộ lên Palau và Morotai. Các hoạt động này kéo dài trong suốt tháng 9, và con tàu đã không hề cặp cảng cho đến ngày 28 tháng 9, khi Đội đặc nhiệm 38.2 đi đến Saipan.
Vào ngày 1 tháng 10, Wedderburn cùng Đội đặc nhiệm 38.2 di chuyển đến đảo san hô Ulithi vừa mới chiếm đóng, đến nơi vào ngày hôm sau. Nó lại nhanh chóng trở ra khơi, gặp gỡ Lực lượng Đặc nhiệm 38 tại một điểm cách 375 mi (604 km) về phía Tây Mariana vào ngày 7 tháng 10, và tiến hành những cuộc bắn phá chuẩn bị cho Trận Leyte. Chiếc tàu khu trục tiếp tục nhiệm vụ hộ tống chống tàu ngầm cho các tàu sân bay, trong khi lực lượng không kích xuống Okinawa, và sau đó là Đài Loan trước khi quay trở lại chính Philippine, tấn công các căn cứ không quân tại Luzon và Visayas, giúp Hoa Kỳ chiếm quyền không chế trên không tại Leyte khi cuộc đổ bộ diễn ra vào ngày 20 tháng 10.
Wedderburn tiếp tục bảo vệ cho các tàu sân bay nhanh khi chúng hoạt động ngoài khơi bờ Biển Đông Bắc Luzon, hỗ trợ trên không từ xa cho việc chiếm đóng Leyte. Đến ngày 24 tháng 10, phía Nhật Bản rõ ràng đang nỗ lực đánh trả cuộc đổ bộ bằng hầu hết lực lượng hải quân còn lại; dẫn đến trận Hải chiến vịnh Leyte bao gồm bốn giai đoạn. Trong ngày hôm đó, máy bay từ tàu sân bay thuộc đội của Wedderburn đã tấn công các tàu chiến thuộc Lực lượng Trung tâm Nhật Bản dưới quyền Phó đô đốc Takeo Kurita khi chúng đi di chuyển băng qua biển Sibuyan về hướng eo biển San Bernardino. Chiều tối hôm đó, sau khi đã đánh chìm thiết giáp hạm Musashi và gây hư hại cho nhiều tàu chiến khác, lực lượng di chuyển lên phía Bắc để tấn công vào Lực lượng phía Bắc Nhật Bản dưới quyền Phó đô đốc Jisaburo Ozawa, thực ra chỉ là những tàu sân bay còn lại rất ít máy bay, đóng vai trò mồi nhữ thu hút lực lượng Đồng Minh. Do đó Wedderburn đã ở xa về phía Bắc khi diễn ra Trận chiến eo biển Surigao và Trận chiến ngoài khơi Samar trong đêm 24-25 tháng 10 và sáng ngày 25 tháng 10 tương ứng. Nó chỉ tham gia giai đoạn cuối cùng trong Trận chiến mũi Engaño chống lại lực lượng của Ozawa, chỉ với vai trò hỗ trợ cho các tàu sân bay nhằm bảo vệ chống tàu ngầm và giải cứu những phi công bị bắn rơi.
Sau trận hải chiến, Wedderburn tiếp tục hoạt động ngoài khơi Luzon cùng Đội đặc nhiệm 38.2, khi máy bay từ tàu sân bay hỗ trợ trên không cho binh lính chiến đấu nhằm giành quyền kiểm soát Leyte. Nhiệm vụ này kéo dài cho đến ngày 5 tháng 11, khi nó gặp trục trặc động cơ, buộc nó phải quay trở lại Ulithi. Nó về đến căn cứ này vào ngày 10 tháng 11, hoàn thành việc sửa chữa và gia nhập trở lại Đội đặc nhiệm 38.2 ngoài khơi Luzon vào giữa tháng 11, để rồi đến ngày 23 tháng 11 lại được lệnh quay trở lại Ulithi để gia nhập Đội đặc nhiệm 38.1. Nó tiến hành thực tập cho đến ngày 10 tháng 12, khi nó cùng Đội đặc nhiệm 38.1 rời đảo san hô để hỗ trợ cho cuộc đổ bộ lên Mindoro. Trong chiến dịch này, Lực lượng Đặc nhiệm 38 chịu đựng cơn bão Cobra vào tháng 12, vốn gây hư hại cho nhiều tàu chiến và đánh đắm ba tàu khu trục. Bản thân chỉ bị hư hại nhẹ, và sau đó đã tham gia tìm kiếm những người sống sót từ các chiếc Hull (DD-350), Monaghan (DD-354) và Spence (DD-512), nhưng không trực tiếp tham gia hoạt động cứu hộ nào. Những hư hại do cơn bão gây ra đã buộc hạm đội phải rút lui về Ulithi để sửa chữa, và chỉ quay trở lại hoạt động vào ngày 30 tháng 12.

#### 1945
Lực lượng Đặc nhiệm 38 trở ra khơi để tham gia hỗ trợ gián tiếp cho cuộc đổ bộ lên vịnh Lingayen. Bằng cách ngăn chặn mọi hình thức tăng viện bằng đường không hay đường biển đến Philippines, hạm đội đã tìm mọi cách vô hiệu hóa không lực đối phương tại những khu vực lân cận và đánh chìm mọi tàu bè họ phát hiện. Wedderburn một lần nữa hộ tống bảo vệ các tàu sân bay nhanh trong các đợt tấn công xuống Đài Loan và Okinawa vào các ngày 3 và 4 tháng 1 năm 1945; xuống chính Luzon vào các ngày 6 và 7 tháng 1; vào ngày đổ bộ 9 tháng 1 thì quay trở lại Đài Loan trấn áp không quân đối phương tại đây.
Sau các hoạt động này, Wedderburn cùng Lực lượng Đặc nhiệm 38 băng qua eo biển Bashi cho một đợt đánh phá kéo dài hai tuần xuống miền Nam Trung Quốc và Đông Dương thuộc Pháp bị quân Nhật chiếm đóng, bao gồm một đợt càn quét tàu bè trong Biển Đông. Trên đường quay về, Lực lượng Đặc nhiệm 38 ném bom xuống Nansei Shoto, một nhóm đảo gần Okinawa trong các ngày 21 và 22 tháng 1, trước khi quay trở về Ulithi vào ngày 25 tháng 1.
Không lâu sau đó, Đệ Tam hạm đội được chuyển thành Đệ Ngũ hạm đội khi Đô đốc Raymond A. Spruance thay phiên cho Đô đốc William F. Halsey nắm quyền tư lệnh. Wedderburn tiếp tục làm nhiệm vụ hộ tống chống tàu ngầm cho đội tàu sân bay nhanh của nó, được đổi tô thành Đội đặc nhiệm 58.2. Vào sáng sớm ngày 10 tháng 2, các tàu sân bay khởi hành từ Ulithi để hỗ trợ trên không cho cuộc đổ bộ lên Iwo Jima thuộc quần đảo Volcano. Vào ngày 16 tháng 2, chúng tung ra các cuộc không kích xuống các cơ sở tại vùng phụ cận Tokyo; đây là đợt không kích đầu tiên xuống chính quốc Nhật Bản kể từ cuộc Không kích Doolittle huyền thoại vào năm 1942. Trong hai ngày không kích, máy bay cất cánh từ tàu sân bay Hoa Kỳ đã tiến hành 138 phi vụ, đánh chìm ba tàu tuần tra, một tàu sân bay hộ tống cũng như tiêu diệt trên 700 máy bay.
Sau đó Wedderburn hộ tống các tàu sân bay di chuyển xuống phía Nam đến Iwo Jima, nơi nó trực tiếp tham gia bắn phá và tuần tra chống tàu ngầm trong khu vực vận chuyển của Lực lượng Đặc nhiệm 51. Nó rời Iwo Jima và gia nhập trở lại Đội đặc nhiệm 58.2 vào ngày 23 tháng 2 để đi lên phía Bắc cùng phần còn lại của Lực lượng Đặc nhiệm 58 cho một lượt không kích khác xuống các đảo chính quốc Nhật Bản. Tuy nhiên thời tiết xấu đã khiến phải hủy bỏ đợt tấn công, và sau khi được tiếp nhiên liệu, các tàu sân bay cùng các tàu hộ tống rút lui về Ulithi vào ngày 4 tháng 3.
Sau mười ngày được sửa chữa, tiếp nhiên liệu và tái vũ trang, Lực lượng Đặc nhiệm 58 rời Ulithi để hướng đến Nhật Bản. Mục tiêu đầu tiên của họ là các sân bay trên đảo Kyūshū, nằm trong phạm vi tấn công của Okinawa, mục tiêu tiếp theo của Đệ Ngũ hạm đội. Các tàu sân bay đã tung máy bay ra vào ngày 18 tháng 3, nhưng đối phương cũng phản công ác liệt với máy bay tiêm kích, ném bom và Kamikaze. Trong trận chiến diễn ra sau đó, các tàu sân bay Enterprise (CV-6), Yorktown (CV-10) và Intrepid (CV-11) suýt bị đánh trúng; và sang ngày hôm sau, Franklin (CV-13) bị trúng trực tiếp một quả bom, và đối phương cũng đã đánh trúng Wasp (CV-18). Dù sao các pháo thủ của Wedderburn cũng tiêu diệt được hai máy bay tấn công.
Sau khi Lực lượng Đặc nhiệm 58 chịu đựng những thiệt hại, thành phần Đội đặc nhiệm 58.2 của Wedderburn có sự thay đổi, bao gồm các tàu sân bay bị hư hại Enterprise, Franklin và Wasp, trong khi một số tàu hộ tống được điều sang Đội đặc nhiệm 58.1. Wedderburn nằm trong số các đơn vị được thuyên chuyển, và nó tiếp tục hoạt động cùng Lực lượng Đặc nhiệm 58, trong khi đội tàu bị hư hại rút lui về căn cứ. Chiếc tàu khu trục tiếp tục hộ tống các tàu sân bay trong các chiến dịch không kích lên Okinawa hỗ trợ cho cuộc đổ bộ vào cuối tháng 3 và đầu tháng 4. Đối phương đã kháng cự ác liệt các hoạt động này.
Vào ngày 6 tháng 4, máy bay trinh sát phát hiện kế hoạch tấn công tự sát của các hạm tàu nổi cuối cùng còn sống sót của Hải quân Đế quốc Nhật Bản: siêu thiết giáp hạm Yamato, được hộ tống bởi một tàu tuần dương và tám tàu khu trục, bắt đầu tiến về phía Nam can thiệp vào cuộc đổ bộ. Các tàu sân bay nhanh Hoa Kỳ tiếp tục ở lại vùng biển ngoài khơi Okinawa, được Wedderburn và các tàu khu trục khác bảo vệ, nhưng sang ngày 7 tháng 4 đã tung ra một loạt các phi vụ tìm kiếm và tấn công, mà cuối cùng đã đánh chìm Yamato, tàu tuần dương hạng nhẹ Yahagi và bốn trong số các tàu khu trục hộ tống.
Sau đó Lực lượng Đặc nhiệm 58 tập trung mọi nỗ lực cho việc hỗ trợ binh lính chiến đấu trên bờ, cũng như tự bảo vệ khỏi các đợt tấn công cảm tử của Kamizake, xuồng máy chứa chất nổ và ngư lôi có người lái Kaiten. Wedderburn tiếp tục ở lại khu vực quần đảo Ryukyu trong 20 ngày tiếp theo, cho đến khi Đội đặc nhiệm 58.1 quay trở về Ulithi vào ngày 27 tháng 4. Đến ngày 18 tháng 5, chiếc tàu khu trục rời Ulithi hộ tống thiết giáp hạm Missouri (BB-63) đi Guam để đón Đô đốc William F. Halsey, người được đề cử chỉ huy hạm đội cho những hoạt động hải quân tiếp theo. Nó hộ tống Missouri đi đến Okinawa vào cuối tháng 5.
Halsey tiếp nhận quyền chỉ huy hạm đội từ Đô đốc Raymond Spruance vào ngày 27 tháng 5, và Wedderburn trên danh nghĩa từ thành phần Đệ Ngũ hạm đội quay trở lại phối thuộc Đệ Tam hạm đội. Trong thời gian còn lại của chiến tranh, nó hộ tống nhiều đội đặc nhiệm khác nhau thuộc Lực lượng Đặc nhiệm 38, tiếp tục hỗ trợ cho chiến dịch Okinawa, và sau đó trong các cuộc không kích lên chính quốc Nhật Bản. Khi Nhật Bản chấp nhận đầu hàng vào ngày 15 tháng 8, nó đang hoạt động cùng Đội đặc nhiệm 38.4 khi các tàu sân bay chuẩn bị cho một lượt không kích tiếp theo, nhưng không thực hiện do chiến tranh đã kết thúc.
Wedderburn tiếp tục phục vụ cùng lực lượng chiếm đóng tại khu vực vịnh Tokyo, hộ tống các tàu buôn Nhật, giám sát các hoạt động quét mìn và khảo sát thủy văn. Nó lên đường quay trở về nhà và ngày 31 tháng 10, ghé qua Trân Châu Cảng từ ngày 9 đến ngày 13 tháng 11 trước khi tiếp tục hành trình, và về đến Xưởng hải quân Puget Sound, Washington vào ngày 19 tháng 11. Sau khi được sửa chữa tại Puget Sound, con tàu được cho xuất biên chế vào tháng 3, 1946 và neo đậu tại San Diego. Đến tháng 8, 1946, nó nhập biên chế một phần và hoạt động trong vai trò huấn luyện hải quân dự bị.

### 1950 - 1953
Wedderburn được cho nhập biên chế toàn bộ trở lại vào ngày 21 tháng 11, 1950, dưới quyền chỉ huy của Trung tá Hải quân Richard B. Franklin. Nó gia nhập Lực lượng Khu trục Hạm đội Thái Bình Dương vào tháng 1, 1951, hoàn tất việc tái trang bị tại Xưởng hải quân Hunters Point và hoàn thành việc huấn luyện vào tháng 5. Đến ngày 18 tháng 6, chiếc tàu khu trục rời vùng bờ Tây cho lượt phục vụ đầu tiên trong cuộc Chiến tranh Triều Tiên, tham gia chủ yếu cùng Lực lượng Đặc nhiệm 95 cho hoạt động phong tỏa và hộ tống, phong tỏa dọc theo bờ biển bán đảo Triều Tiên và bắn hải pháo hỗ trợ cho lực lượng Liên Hợp Quốc hoạt động trên bờ. Nó thỉnh thoảng cũng được điều sang Lực lượng Đặc nhiệm 77 để phục vụ canh phòng máy bay cho các tàu sân bay nhanh, cũng như cùng Lực lượng Đặc nhiệm 72 tuần tra tại eo biển Đài Loan. Con tàu hoàn tất lượt phục vụ bằng chuyến tuần tra eo biển Đài Loan, và quay trở về Hoa Kỳ vào tháng 2, 1952.
Sau một đợt đại tu tại Xưởng hải quân San Francisco và những tuần lễ huấn luyện tiếp theo sau, Wedderburn quay trở lại khu vực Triều Tiên vào tháng 8, 1952 tiếp tục xen kẻ nhiệm vụ tuần tra phong tỏa và bắn phá hỗ trợ hỏa lực dọc bờ biển Triều Tiên, với nhiệm vụ hộ tống các tàu sân bay nhanh. Nó cũng tham gia các đợt tuần tra eo biển Đài Loan cho đến khi hoàn tất lượt bố trí và quay trở về San Diego vào tháng 3, 1953. Trong bảy tháng tiếp theo, chiếc tàu khu trục hoạt động tuần tra thường lệ dọc bờ Tây Hoa Kỳ từ căn cứ tại San Diego. Xung đột tại Triều Tiên tạm kết thúc nhờ thỏa thuận ngừng bắn vào ngày 27 tháng 7, 1953, nên trong lượt bố trí phục vụ tiếp theo sang Viễn Đông vào tháng 10, con tàu hoạt động trong bối cảnh hòa bình.

### 1954 - 1964

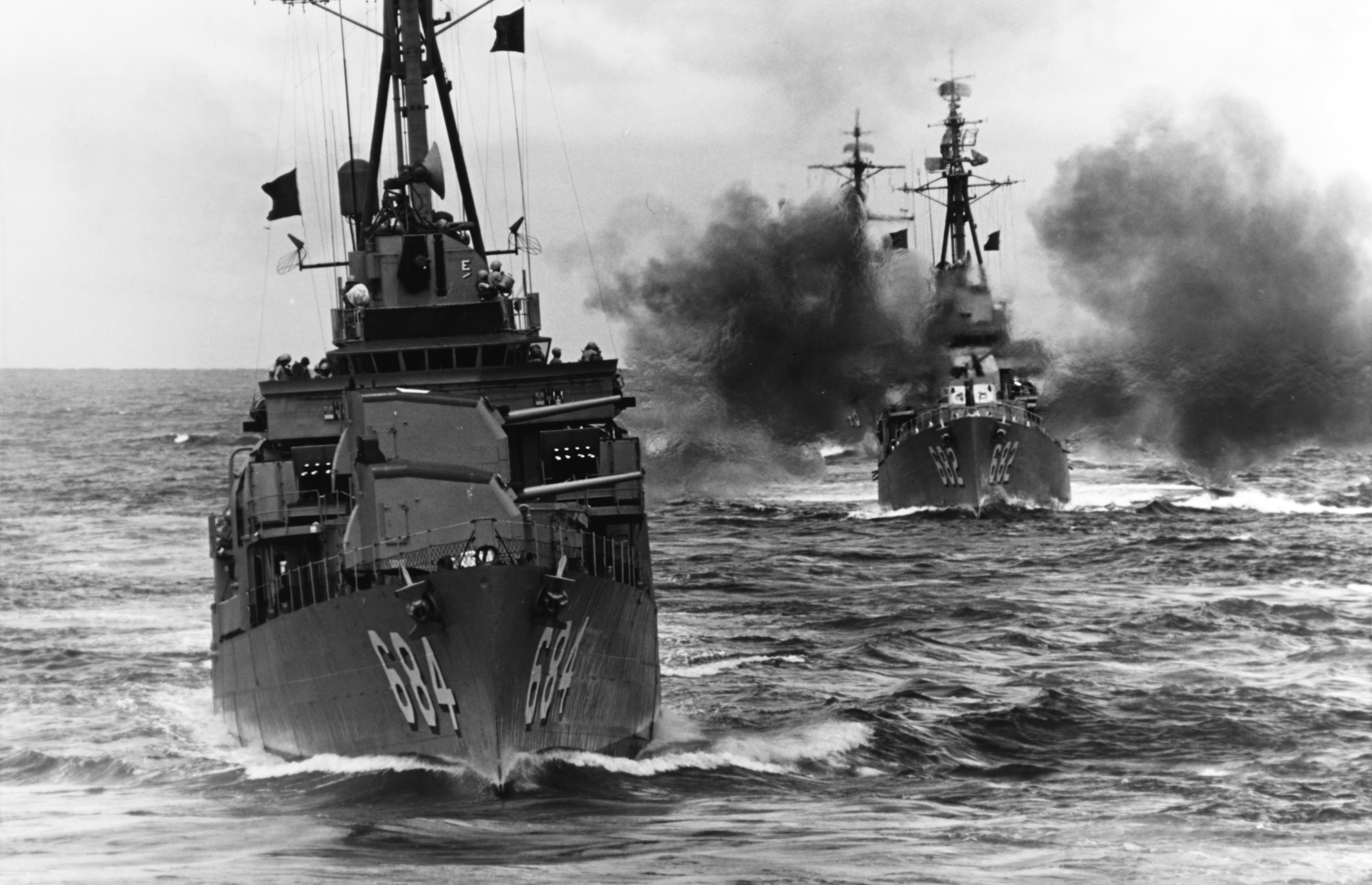
USS Wedderburn (DD-684) đang bắn pháo 5"/38 vào mục tiêu máy bay giả trong một cuộc thực tập, 21 tháng 8, 1964.

Trong một thập niên tiếp theo sau, Wedderburn tiếp tục luân phiên các lượt bố trí sang khu vực Tây Thái Bình Dương với các hoạt động tại chỗ dọc bờ biển Nam California. Phần lớn thời gian của bảy lượt hoạt động tại Viễn Đông bao gồm viếng thăm các cảng và thực tập huấn luyện thường lệ. Trong đợt bố trí năm 1958, ngoài các hoạt động thường lệ, con tàu đã viếng thăm Sydney, Australia cùng tham gia Chiến dịch Ocean Link, cuộc tập trận đa quốc gia của các nước trong khối SEATO. Trong đợt này, nó cũng tham gia tuần tra tại eo biển Đài Loan, biểu dương lực lượng vào lúc xảy ra cuộc Khủng hoảng eo biển Đài Loan lần 2, khi lực lượng Cộng sản nả pháo xuống quần đảo Mã Tổ và Kim Môn còn do phe Quốc dân đảng chiếm đóng. Trong các đợt bố trí còn lại, nó hoạt động canh phòng máy bay cùng Lực lượng Đặc nhiệm 77, viếng thăm thiện chí, thực hành huấn luyện, tuần tra eo biển Đài Loan; và khi quay về vùng bờ Tây, nó được bảo trì, đại tu, huấn luyện và tuần tra.
Wedderburn khởi hành từ San Diego vào ngày 5 tháng 8, 1964 cho lượt bố trí thứ 11 sang Viễn Đông; bốn ngày sau đã xảy ra Sự kiện vịnh Bắc Bộ, đánh dấu sự leo thang trong can thiệp quân sự của Hoa Kỳ tại Việt Nam đồng thời thay đổi những hoạt động thường lệ của Đệ thất Hạm đội tại khu vực Tây Thái Bình Dương. Trong mùa Thu năm 1964, chiếc tàu khu trục hoạt động ngoài khơi bờ biển Việt Nam để hộ tống và canh phòng máy bay cho Lực lượng Đặc nhiệm 77, và thỉnh thoảng tham gia bắn phá bờ biển hỗ trợ lực lượng trên bộ tại khu vực đồng bằng sông Cửu Long. Nó rời khu vực chiến sự vào tháng 11, tham gia một cuộc phô diễn lực lượng của Khối SEATO, rồi đi đến căn cứ hải quân tại vịnh Subic, Philippines để bảo trì.

### 1965 - 1969
Sau khi trải qua kỳ nghỉ lễ Giáng Sinh tại Yokosuka, Nhật Bản, Wedderburn quay trở lại hoạt động tác chiến tại biển Đông ngoài khơi Việt Nam vào tháng 1, 1965. Hoàn tất đợt hoạt động vào cuối tháng đó, nó lên đường quay trở về Hoa Kỳ, về đến San Diego vào ngày 6 tháng 2. Con tàu trải qua thời gian còn lại của năm 1965 tại khu vực Đông Thái Bình Dương. Nó được bảo trì tại Xưởng hải quân Long Beach trong một tháng, rồi trong tháng 6 và tháng 7 đã đón lên tàu học viên sĩ quan hải quân dự bị cho chuyến đi thực tập mùa Hè, vốn đã đưa họ đi đến San Francisco và các đảo Kauai và Oahu thuộc quần đảo Hawaii. Quay trở về San Diego vào ngày 4 tháng 8, chiếc tàu khu trục được sửa chữa trong ba tuần, và sau đó tiến hành huấn luyện cho đến khi được lệnh chuẩn bị cho đợt bố trí tiếp theo sang Viễn Đông vào tháng 11.
Vào ngày 7 tháng 1, 1966, Wedderburn khởi hành từ San Diego cùng Worden (DLG-18), Richard B. Anderson (DD-786) và Bausell (DD-845). Sau các chặng dừng tại Oahu, Midway và Guam, nó đi đến vịnh Subic vào ngày 28 tháng 1. Đến ngày 1 tháng 2, nó hướng sang Biển Đông và gia nhập Đội đặc nhiệm 77.5, làm nhiệm vụ hộ tống và canh phòng máy bay cho các tàu sân bay cho đến ngày 28 tháng 2. Sau khi ghé qua vịnh Subic, nó viếng thăm Sasebo và Okinawa, Nhật Bản vào đầu tháng 3, rồi quay trở lại vùng chiến sự tại Việt Nam vào ngày 12 tháng 3, trong thành phần Đội đặc nhiệm 77.7, tiếp tục vai trò hộ tống và canh phòng máy bay cho các tàu sân bay trong các hoạt động không kích xuống miền Bắc Việt Nam. Chiếc tàu khu trục tiếp tục vai trò này cho đến ngày 2 tháng 4, khi nó được cho tách ra và gia nhập Đơn vị Đặc nhiệm 70.8.9 để làm nhiệm vụ bắn hỏa lực hỗ trợ gần Đà Nẵng và Quảng Trị. Nó gia nhập trở lại Đội đặc nhiệm 77.7 vào ngày 6 tháng 4, nhưng đến ngày 24 tháng 4 lại tham gia một đơn vị đặc nhiệm khác, 77.0.3, để tuần tra giám sát các tàu đánh cá trong vịnh Bắc Bộ. Đến ngày 2 tháng 5, nó quay trở lại nhiệm vụ bắn hải pháo hỗ trợ, lần này là tại Chu Lai, cho đến ngày 8 tháng 5; nó gia nhập trở lại Lực lượng Đặc nhiệm 77 trong vai trò tìm kiếm và giải cứu các phi công bị bắn rơi. Con tàu kết thúc đợt hoạt động trong vùng chiến sự vào ngày 15 tháng 5, và sau một tuần nghỉ ngơi tại Hong Kong và sửa chữa tại Yokosuka, nó lên đường quay trở về nhà vào ngày 3 tháng 6, về đến San Diego mười ngày sau đó. Sau các hoạt động tại chỗ, nó đi vào Xưởng hải quân Long Beach vào ngày 11 tháng 8 cho một đợt bảo trì kéo dài ba tháng. Con tàu hoàn tất chạy thử máy sau đại tu vào ngày 20 tháng 11, và quay lại hoạt động thường lệ vào ngày hôm sau.
Trong hai tháng đầu năm 1967, Wedderburn tiến hành các cuộc thực tập huấn luyện, rồi trong tháng 3 và đầu tháng 4 đã chuẩn bị để được điều động ra nước ngoài. Nó cùng các tàu khu trục Worden, Brush (DD-745) và Lyman K. Swenson (DD-729) khởi hành từ San Diego vào ngày 8 tháng 4, ghé qua Trân Châu Cảng từ ngày 14 đến ngày 17 tháng 4, và đi đến Yokosuka vào ngày 27 tháng 4. Ba ngày sau, nó lên đường đi Okinawa và tiếp tục đi đến Trạm Yankee trong vịnh Bắc Bộ, nơi nó hoạt động canh phòng máy bay cho Đội đặc nhiệm 77.6. Nó chuyển sang hoạt động bắn phá bờ biển tại khu phi quân sự (DMZ) năm ngày sau đó; nhiệm vụ này kéo dài cho đến ngày 27 tháng 5, khi nó quay trở lại cùng các tàu sân bay tại Trạm Yankee. Nó rời vùng chiến sự vào ngày 5 tháng 6, đi đến vịnh Subic hai ngày sau đó.
Sau khi được sửa chữa, Wedderburn rời Philippines vào ngày 10 tháng 6 để quay trở lại Trạm Yankee. Nó luân phiên trong nhiệm vụ hộ tống và canh phòng máy bay cho tàu sân bay Hancock (CV-19) với việc thực tập chống tàu ngầm cùng tàu khu trục hộ tống Bronstein (DE-1037) và tàu ngầm Catfish (SS-339). Nó đã viếng thăm cảng Cao Hùng, Đài Loan từ ngày 25 tháng 6 đến ngày 10 tháng 7, và được sửa chữa bên cạnh chiếc Delta (AR-9). Quay trở lại vùng bờ biển Việt Nam, nó gia nhập Đơn vị Đặc nhiệm 70.8.9 cho một loạt các hoạt động hỗ trợ hỏa lực tại khu vực hoạt động của Quân đoàn 1, và hỗ trợ cho cuộc đổ bộ Đơn vị Đổ bộ Đặc biệt "Bravo" thuộc Thủy quân Lục chiến gần thị xã Quảng Trị. Đến ngày 21 tháng 7, nó lên đường quay trở lại vịnh Subic.
Ở lại căn cứ tại Philippines để sửa bộ tản nhiệt của nồi hơi gặp trục trặc trong một tháng, Wedderburn lên đường vào ngày 20 tháng 8 để quay trở lại vùng chiến sự, nơi mà hai ngày sau đó nó bắn hải pháo hỗ trợ cho binh lính tại khu vực hoạt động của Quân đoàn 2. Được tàu khu trục Eaton (DD-510) thay phiên vào ngày 26 tháng 8, nó gia nhập trở lại Lực lượng Đặc nhiệm 77 trong vịnh Bắc Bộ, và đã hộ tống cho các tàu sân bay cho đến ngày 3 tháng 9, khi nó lên đường đi Okinawa, đến nơi bốn ngày sau đó. Con tàu tiếp tục đi Yokosuka và ở lại đây trong mười ngày trước khi lên đường quay trở về nhà vào ngày 21 tháng 9, về đến San Diego vào ngày 6 tháng 10, được sửa chữa và nghỉ ngơi. Sang giữa tháng 11, nó hoạt động thường lệ tại khu vực Nam California, rồi được sửa chữa tại Long Beach từ ngày 19 tháng 4, 1968 trước khi quay trở lại San Diego vào ngày 24 tháng 5.
Wedderburn khởi hành cho lượt bố trí cuối cùng của nó sang khu vực Tây Thái Bình Dương vào ngày 30 tháng 9. Nó cùng tàu sân bay Hornet (CVS-12) ghé qua Oahu trong chín ngày vào giữa tháng 10, rồi tiếp tục hành trình đi Yokosuka, đến nơi vào ngày 27 tháng 10. Ba ngày sau, nó lại hộ tống Hornet rời Yokosuka hướng đến vịnh Bắc Bộ, đến nơi vào ngày 3 tháng 11, nhưng chỉ hai ngày sau lại chuyển sang hộ tống cho tàu sân bay Constellation (CVA-64) trong hai ngày, rồi trở lại cùng một đồng đội cũ là tàu sân bay Hancock. Vào ngày 17 tháng 11, trục trặc trong hệ thống sonar buộc chiếc tàu khu trục phải đi sang vịnh Subic để sửa chữa, ở lại đây cho đến ngày 9 tháng 12. Nó quay trở lại vịnh Bắc Bộ vào ngày 11 tháng 12, hoạt động cho đến ngày 31 tháng 12, khi những rò rỉ hơi nước buộc nó một lần nữa phải đi đến vịnh Subic để sửa chữa.
Hoàn tất việc sửa chữa vào cuối tháng 1, 1969, Wedderburn quay trở lại vùng chiến sự luân phiên giữa các nhiệm vụ hộ tống các tàu sân bay, hỗ trợ hỏa lực cho lực lượng trên bờ, và theo dõi các tàu đánh cá ngụy trang trinh sát của Liên Xô, cho đến giữa tháng 3. Sau một đợt nghỉ ngơi ngắn tại vịnh Subic, nó quay trở lại vùng chiến sự vào ngày 22 tháng 3 để hỗ trợ hỏa lực cho đến ngày 20 tháng 4, khi nó lên đường quay trở về nhà. Đi ngang qua Yokosuka, Nhật Bản và vịnh Buckner, Okinawa, con tàu về đến San Diego vào ngày 12 tháng 5. Con tàu ở lại cảng này suốt mùa Hè năm 1969 do những trục trặc của hệ thống động cơ, và đến tháng 9 thì được quyết định sẽ cho ngừng hoạt động.
Wedderburn được cho xuất biên chế tại San Diego vào ngày 1 tháng 10, 1969, và tên nó được cho rút khỏi danh sách Đăng bạ Hải quân cùng ngày hôm đó. Con tàu được bán cho hãng Dhon's Iron & Steel Co., Ltd. vào ngày 25 tháng 1, 1972 để tháo dỡ.

## Phần thưởng
Wedderburn được tặng thưởng bảy Ngôi sao Chiến trận do thành tích phục vụ trong Thế Chiến II, thêm bốn Ngôi sao Chiến trận trong Chiến tranh Triều Tiên, và sáu Ngôi sao Chiến trận khác trong Chiến tranh Việt Nam.